# 49 Armia (ZSRR)
49 Armia (ros. 49-я армия) – związek operacyjny Armii Czerwonej, wchodzący w skład 2 Frontu Białoruskiego.

## Historia
W czasie walk na ziemiach polskich żołnierze 49 Armii zdobyli m.in. Twierdzę Osowiec. Wchodzące w jej skład korpusy, tj. 70 Korpus Strzelecki i 121 Korpus Strzelecki uczestniczyły w operacji berlińskiej. Natarcie przeciw wojskom niemieckim 49 Armia prowadziła znad Odry w rejonie Schwedt w kierunku Angermünde, Templin, Wisttock.

## Dowództwo
Dowódca:
- gen. por. Iwan Griszyn

członek rady wojennej: 
- gen. por. Wasylij Syczew

szef sztabu:
- gen. mjr Stiepan Kinosjan

## Struktura organizacyjna
- 70 Korpus Strzelecki (ros.70-й стрелковый корпус) – gen. por. Wasilij Tierientiew
- 121 Korpus Strzelecki (ros.121-й стрелковый корпус) – gen. mjr Dmitrij Smirnow
- 124 Korpus Strzelecki (ros.124-й стрелковый корпус)[6].